# Americas Rugby Challenge M20 2019
El Americas Rugby Challenge M20 2019 fue la primera edición del torneo que disputaron selecciones de Sudamérica Rugby y Rugby Americas North.
Se desarrolló del 11 al 17 de agosto en el Estadio Héroes de Curupaytí de Asunción, Paraguay.

## Equipos participantes
- Selección juvenil de rugby de Chile (Cóndores M20)
- Selección juvenil de rugby de Colombia (Tucancitos M20)
- Selección juvenil de rugby de México (Serpientes M20)
- Selección juvenil de rugby de Paraguay (Yacarés M20)

## Posiciones
| Pos. | Equipo   | Encuentros | Encuentros | Encuentros | Encuentros | Tantos  | Tantos    | Tantos     | Puntos Bonus | Puntos Totales |
| Pos. | Equipo   | jugados    | ganados    | empatados  | perdidos   | a favor | en contra | diferencia | Puntos Bonus | Puntos Totales |
| ---- | -------- | ---------- | ---------- | ---------- | ---------- | ------- | --------- | ---------- | ------------ | -------------- |
| 1    | Chile    | 3          | 3          | 0          | 0          | 135     | 39        | + 96       | 2            | 14             |
| 2    | Paraguay | 3          | 2          | 0          | 1          | 105     | 61        | + 44       | 1            | 9              |
| 3    | Colombia | 3          | 1          | 0          | 2          | 46      | 75        | - 29       | 2            | 6              |
| 4    | México   | 3          | 0          | 0          | 3          | 45      | 156       | - 111      | 1            | 1              |

Nota: Se otorgan 4 puntos al equipo que gane un partido y 2 al que empate
Puntos Bonus: 1 punto por convertir 4 tries o más en un partido y 1 al equipo que pierda por no más de 7 tantos de diferencia
|  | Campeón |

## Resultados

### Primera fecha
| 11 de agosto                                                               | Chile | 44 - 10 | Colombia | Estadio Héroes de Curupaytí, Asunción |  |
|                                                                            |       | Reporte |          |                                       |  |
| Primer partido entre Chile y Colombia en rugby XV, en todas las categorías |       |         |          |                                       |  |

| 11 de agosto | Paraguay | 73 - 17 | México | Estadio Héroes de Curupaytí, Asunción |  |
|              |          | Reporte |        |                                       |  |

### Segunda fecha
| 14 de agosto | Paraguay | 21 - 19 | Colombia | Estadio Héroes de Curupaytí, Asunción |  |
|              |          | Reporte |          |                                       |  |

| 14 de agosto                                                             | Chile | 66 - 18 | México | Estadio Héroes de Curupaytí, Asunción |  |
|                                                                          |       | Reporte |        |                                       |  |
| Primer partido entre Chile y México en rugby XV, en todas las categorías |       |         |        |                                       |  |

### Tercera fecha
| 17 de agosto | Colombia | 17 - 10 | México | Estadio Héroes de Curupaytí, Asunción |  |

| 17 de agosto | Paraguay | 11 - 25 | Chile | Estadio Héroes de Curupaytí, Asunción |  |

| Bandera de Chile |
| Campeón Chile    |
| Primer título    |